# Empogona discolor
Empogona discolor là một loài thực vật có hoa trong họ Thiến thảo. Loài này được (Brenan) Tosh & Robbr. mô tả khoa học đầu tiên năm 2009.